# Træblæser
En træblæser er et blæseinstrument traditionelt lavet af træ. Tonerne frembringes af et eller to blade, der sættes svingninger, der forplanter sig til selve instrumentet og frembringer lyden. Bladene er lavet af planter fx bambus.
De gængse træblæsere er blokfløjte, tværfløjte, obo, fagot, klarinet og saxofon, hvortil kommer blandt andet den mindre udbredte sarrusofon. Oboen og fagotten er dobbeltbladede, mens klarinetten og saxofonen er enkeltbladede. 
I et symfoniorkester er træblæserne gerne placerede sammen. Træblæsere spiller også i harmoniorkestre.
- Wikimedia Commons har flere filer relateret til Træblæser